# Nomad (console portable)
Pour les articles homonymes, voir Nomad.
La Nomad de Sega est une console de jeux vidéo portable qui utilise les cartouches de jeux Mega Drive. Son nom de code durant son développement était « Project Venus » conformément à l'habitude prise par Sega de donner des noms de code d'après les planètes du système solaire.
Elle est mise uniquement sur le marché américain le 13 octobre 1995.
La console permet de jouer à 5 joueurs simultanément, grâce à l'utilisation d'un adaptateur et des manettes de jeu. Il faut alors la brancher sur la télévision, et utiliser de préférence un adaptateur secteur car la batterie se vide alors très rapidement.
Elle fut un échec commercial. Pesant près de 440g[réf. nécessaire] sans compter le poids de la batterie et d’une cartouche, la Nomad est assez encombrante. Sa faible autonomie et son prix élevé de 180$ expliquent sans doute en partie cet échec malgré une puissance bien supérieure au Game Boy.

## Spécifications techniques
| Processeur                  | Motorola 68000 16 bit cadencé à 7,67 MHz                                                                                           |
| Coprocesseur (carte-son)    | Zilog Z80 8-bit à 3,58 MHz |
| Mémoire                     | 156 kio au total - 64 kio de RAM - 64 kio de VRAM - 8 kio de RAM pour le son - 20 kio de ROM                                       |
| Palette graphique           | 512 |
| Couleurs affichées          | 64 |
| Maximum de sprites affichés | 80 |
| Résolution                  | 320 × 224 |
| Son                         | - Yamaha YM2612 FM 6 canaux, 4 canaux PSG additionnels. Son Stéréo. - Texas Instruments SN76489 PSG (Programmable Sound Generator) |
| Affichage                   | Écran LCD à matrice passive |
| Alimentation                | 9V, 850 mA (même consommation que la Genesis / Mega Drive II)                                                                      |
| Dimensions                  | 190 mm (W) x 108 mm (H) x 51 mm (D)                                                                                                |